# Roulette (jeu de hasard)
Pour les articles homonymes, voir Roulette.

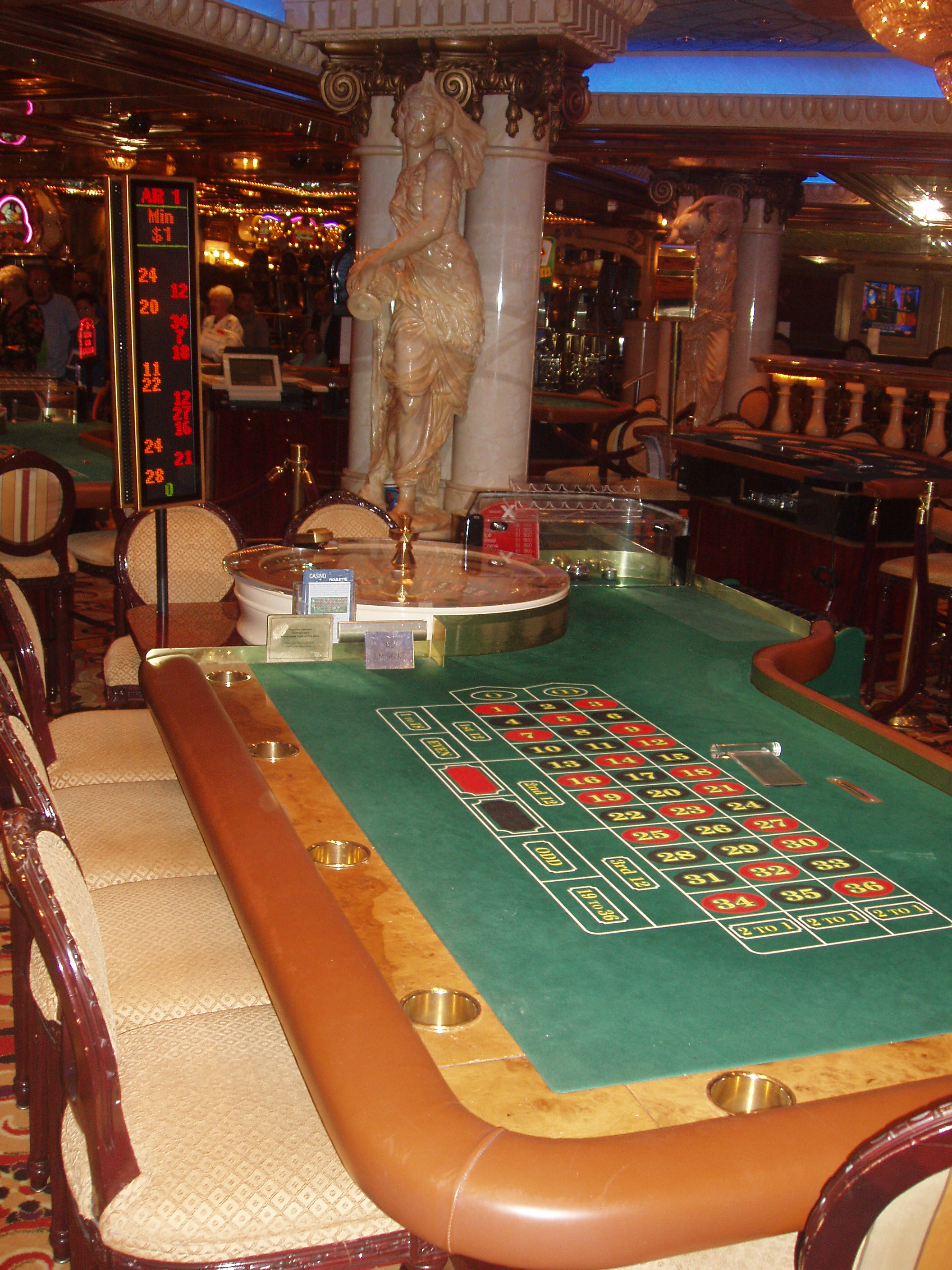
Table de roulette.

La roulette est un jeu de hasard dans lequel chaque joueur parie sur le numéro qui sera tiré par le croupier. Le jeu de la roulette est l'un des plus connus du grand public, notamment en raison de sa simplicité. Ce jeu est également présent sur la plupart des casinos en ligne.
La roulette est un jeu très proche du jeu de la boule (appelée également petite roulette), qui se joue avec un plateau cylindrique fixe (mais qui fut aussi quelquefois mobile comme au casino de Dieppe) comprenant 9 numéros (de 1 à 9).

## Histoire
La roulette fait son apparition en Italie au début du XVIIe siècle sous le nom de biribi ou hoca. Le mot en français est utilisé pour la première fois en 1716 à l'hôtel de Soissons à Paris et désigne une petite roue avec des cases. Les joueurs parient sur l'endroit où la bille, entraînée aléatoirement par le mouvement de la roue, aboutit. Les numéros rouges et noirs apparaissent à la fin du XVIIIe siècle. L'écrivain Jacques Lablée (1751-1841) la décrit avec précision : 36 numéros, une case avec un zéro et une case avec un zéro double. Il évoque également les joueurs et les tables de jeu se situant au Palais-Royal à Paris.
Les premières mentions de ce jeu apparaissent à travers des documents juridiques réglementant cette pratique. On en trouve par exemple dans des décrets pris en Nouvelle-France (Canada), datés de 1758, interdisant expressément les jeux de « dés, hoca, faro et roulette ». En 1745, une loi anglaise signée par George II fait mention de « la lecture du jeu dit de Roulet ou Roly-Poly ». 
Alors que le jeu comportait jusque-là trente-huit numéros (avec un zéro rouge et un double zéro noir), en 1842, les frères François et Louis Blanc améliorent le jeu en supprimant la case double zéro pour ne garder que le zéro simple. Cette case semble augmenter l'avantage du joueur, ce qui vaut un succès instantané aux frères Blanc. Or, à cette époque, le jeu était illégal depuis 1836 et on ne pouvait jouer à la roulette que dans des tripots clandestins à Paris. Les frères Blanc s'installent alors à Bad Hombourg et attirent les fortunes de toute l'Europe. L'écrivain Dostoïevski y perd d'énormes sommes. Sa mauvaise fortune lui inspire toutefois le roman Le Joueur.
C’est au milieu du XIXe siècle à Monte Carlo, que la roulette va devenir véritablement populaire. En effet, Charles III de Monaco légalise les jeux d’argent dans sa principauté et demande aux deux frères Blanc d’ouvrir un casino en 1860. Le jeu de la roulette y est présent.
Au cours du XIXe siècle, des immigrants français font connaître le jeu de l’autre côté de l’Atlantique aux États-Unis. Le jeu devient vite populaire notamment auprès des mineurs de l’Ouest. Les Américains rajoutent une nouvelle case, celle du double zéro qui augmente l’avantage de la maison à 5,25 %. C’est la naissance de la roulette américaine. Certains casinotiers vont même lancer une roulette à 31 numéros ce qui leur donne un avantage de 12,9 %. Ces modifications font décliner la popularité du jeu aux États-Unis. Après une période d’illégalité lors de la prohibition aux États-Unis (de 1919 à 1932), le Nevada l’autorise à nouveau en 1931 et l’introduit dans les casinos de Las Vegas. 
Aucune méthode (« martingale ») ne permet de battre la roulette en moyenne. Toute combinaison de paris à espérance de gain négative aboutira irrémédiablement à une espérance de gain négative. En effet, les espérances de gains sont calculées sans le 0 : par exemple, on paye un numéro plein 35 fois la mise (la mise de départ gagnante reste) alors qu'il y a 37 numéros. Autrement dit, un joueur qui mise une pièce sur les 37 numéros perdra à chaque coup une pièce.  
Sur certains casinos en ligne on peut trouver des roulettes sans zéro qui mettent le joueur à égalité avec le casino. Mais en contrepartie, l'établissement prélève 10 % sur les gains des joueurs.

## Éléments du jeu

### Le cylindre

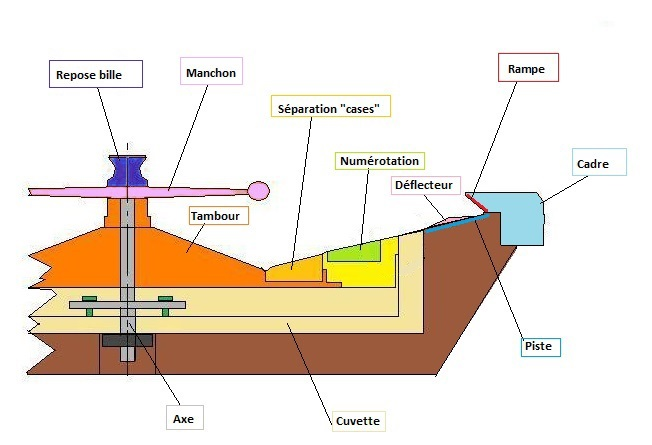
Coupe et identification des éléments d'un cylindre de casino.

Le cylindre de roulette est de forme circulaire, ayant une taille standard pour les casino d'environ 80 cm de diamètre. 
Le cylindre de roulette est composé de plusieurs éléments :
- Le tambour (partie rotative du cylindre) ;
- Le manchon (partie supérieure du tambour avec lequel le croupier actionne la rotation) ;
- Le repose-bille (sommet de cylindre sur lequel la bille est placée lorsque le cylindre n'est pas en partie de jeux) ;
- La numérotation (cases noires, rouges ou vertes numérotées de 0 ou 00 à 36). Les numéros sont disposés de telle sorte qu'ils présentent une alternance parfaite permettant qu'aucun numéro ne partage avec l'un de ses voisins immédiats une de ses qualités simples (couleur, parité, hauteur) ;
- Les cases (parties où vient se stopper la bille) ;
- La cuvette (partie qui reçoit le tambour) sur laquelle est fixé l'axe ;
- L'axe (pièce permettant la rotation du tambour, généralement monté sur roulement à billes) ;
- La piste, (partie en bois du cylindre où la bille effectue sa rotation) ;
- Les déflecteurs, (plus communément en forme de losange ou d'olive, ils servent d'obstacle à la bille lors de sa rotation). Ils sont également appelés diamants ou obstacles ;
- Le cadre (partie entourant le cylindre) ;
- La rampe. Partie intégrante du cadre, elle empêche la bille de s'échapper de la piste. Le croupier y lance la bille afin qu'elle atteigne une rotation parfaite et rapide.

Le cylindre alterne systématiquement cases rouges et noires. Il minimise également au maximum le voisinage de deux nombres pair/impair et de deux manque/passe.
La disposition des numéros sur le cylindre de la roulette n'est pas due au hasard. Elle est le résultat de calculs de répartition. Il en résulte que cette disposition est la plus équilibrée possible. Si l'on sépare le cylindre en deux au niveau du zéro, il y aura quasiment autant de numéros pairs et impairs de chaque côté. De même, il y aura quasiment autant de numéros appartenant à chaque douzaine et chaque colonne. On note toutefois que la disposition des numéros est différente à la roulette américaine, du fait de la présence de la case du double zéro.
Concernant la répartition des couleurs des numéros, la règle est la suivante : « Ceux dont la somme des chiffres qui le composent est paire sont noirs; ceux dont la somme des chiffres est impaire sont rouges ». Par exemple, le 20 est noir car la somme de 2 et de 0 est pair, et le 19 est rouge car la somme de 1 et 9 fait 10 (il faut donc répéter l'opération), et la somme de 1 et 0 est impaire. Seules exceptions, les numéros 10 et 29 sont noirs (alors qu'ils devraient être rouges, selon la règle précédemment citée). En effet, pour avoir 18 numéros rouges et 18 noirs, il a fallu remplacer deux numéros rouges par des noirs. Il a donc été arbitrairement décidé que le 10 et le 29 échapperaient à la règle.

### La bille
Une bille en ivoire (aujourd'hui en résine ou en Téflon) est lancée par le croupier en sens inverse de la rotation de la roulette et va s'arrêter sur un numéro de la roulette.

### La table de jeu

Différents types de roulettes.
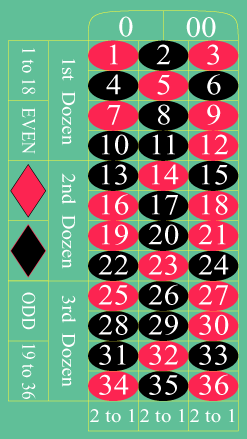
Table de jeu de roulette américaine.
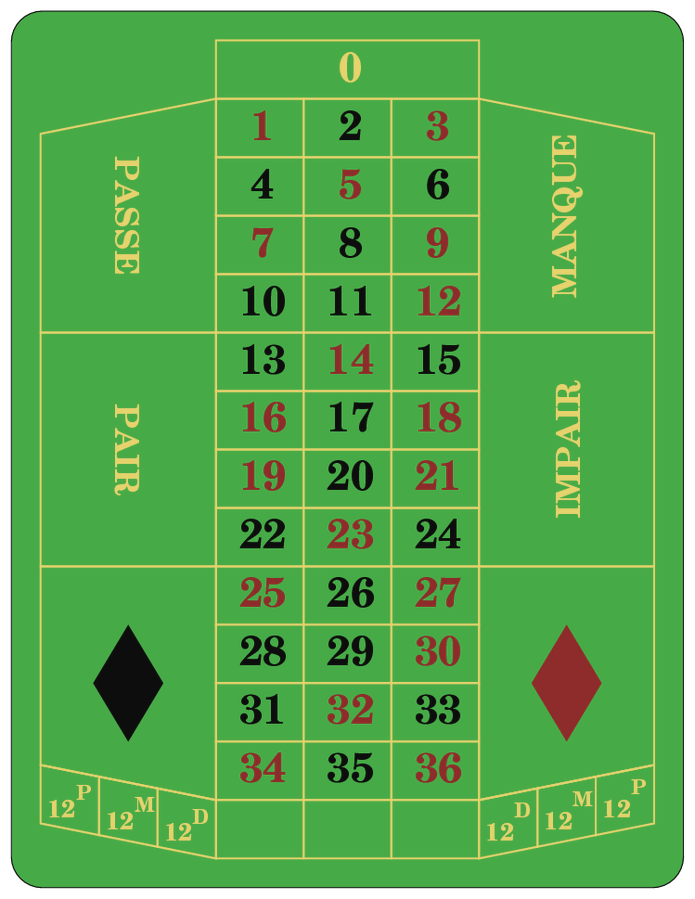
Table de jeu de roulette française.
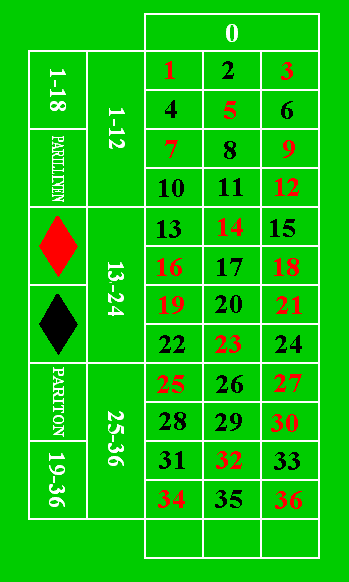
Table de jeu de roulette anglaise (ou européenne).

Sur la table de jeu, les différentes cases correspondent chacune à un type de mise. 
Il existe des différences entre les roulettes : 
- La roulette française se caractérise par ses 37 numéros, allant de 0 à 36, répartis sur un cylindre avec des cases alternant entre les couleurs rouge et noir, à l'exception du 0, qui est vert. Le tapis de jeu est généralement plus large, avec les cases pour les numéros 34, 35 et 36 dépourvues de cases adjacentes. Les mises sur les colonnes sont placées en bas à droite et à gauche du tapis, et la disposition des chiffres sur la roue suit un ordre spécifique. La règle de la "partage" est appliquée dans certains casinos, où les joueurs récupèrent la moitié de leur mise en cas de sortie du zéro.

- La roulette anglaise, également appelée roulette européenne, est la variante la plus répandue. Elle comporte aussi 37 numéros, de 0 à 36, avec une disposition identique à la roulette française. Cependant, le tapis de jeu est plus compact et les cases sous les numéros 34, 35 et 36 sont réservées aux mises en colonnes. La règle de la "partage" n'est généralement pas appliquée, ce qui entraîne une légère augmentation de l'avantage du casino.
- La roulette américaine se distingue par l'ajout d'une case supplémentaire, le 00, portant le nombre total de numéros à 38. Cette case est également de couleur verte et se trouve à l'opposé du 0 sur le cylindre. Cette modification entraîne un avantage significativement plus élevé pour le casino. Le tapis de jeu est similaire à celui de la roulette européenne, avec des cases pour les mises en colonnes situées sous les numéros 34, 35 et 36. En raison de son avantage plus élevé, cette variante est moins populaire auprès des joueurs expérimentés, mais elle reste courante dans les casinos nord-américains.

### Le croupier
Le croupier est un employé du casino qui est chargé de diriger le jeu, de manipuler la bille et le cylindre, d'enregistrer les mises, de régler les gains des joueurs et d'annoncer les phases de jeu par les phrases suivantes :
- « Faites vos jeux » : début des mises ;
- « Les jeux sont faits » : lancement de la bille ;
- « Rien ne va plus » : fin des mises, la sortie du numéro gagnant étant imminente ;
- « 14 rouge pair et manque » (exemple de sortie de numéro) : annonce du numéro gagnant ;
- « Rien au numéro » : si aucun joueur ne gagne sur ce coup ;
- « Rien ne va » : Si la bille est sortie accidentellement du cylindre avant de s'immobiliser sur un numéro.

Comme dans les autres jeux de casino, le croupier est responsable du bon déroulement du jeu. Il s'assure, entre autres, que les mises enregistrées sont correctement payées, et qu'il n'y ait pas de triche.

### Les plaques (jetons)

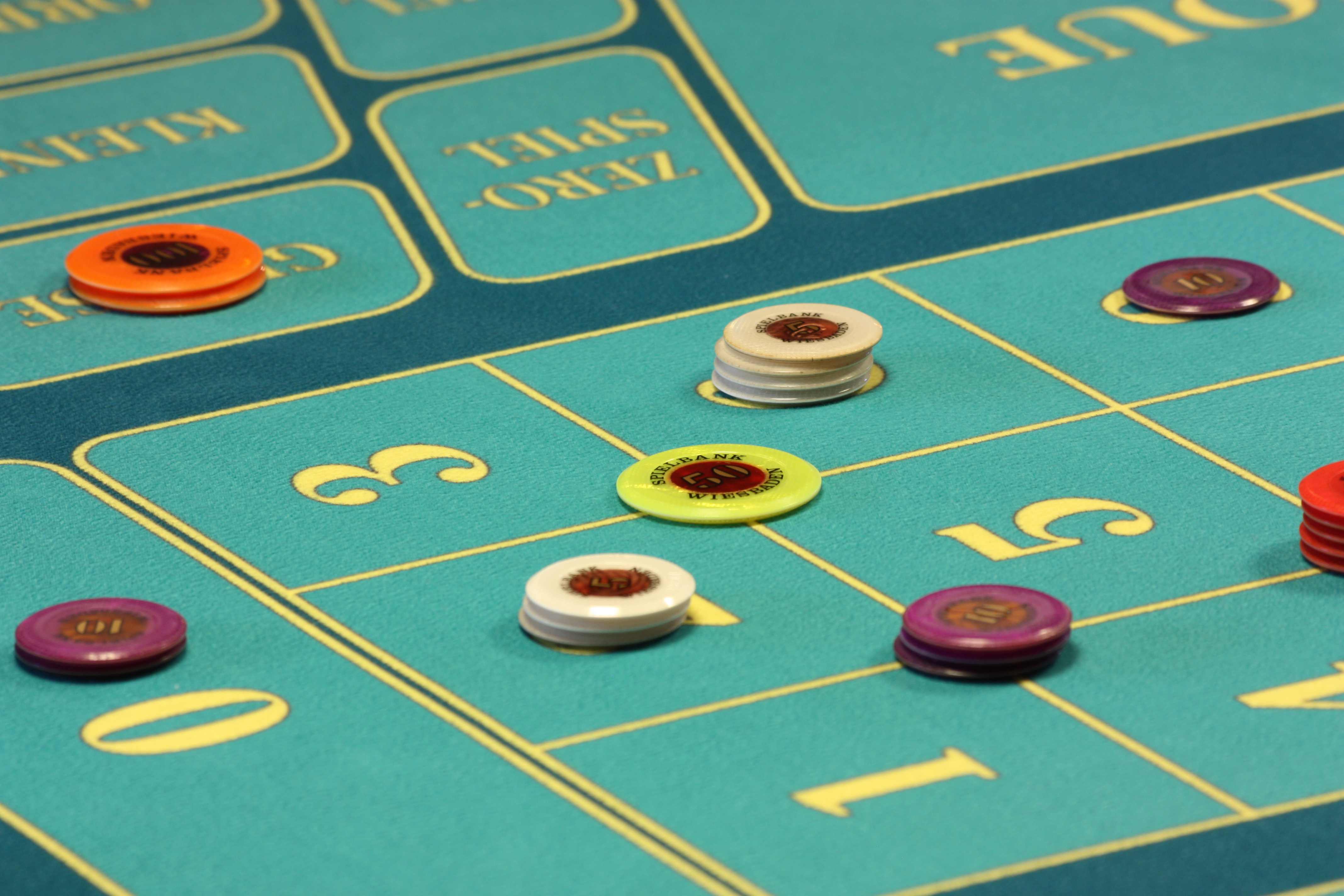
Des jetons de casinos placés sur la table de roulette.

Les plaques sont des jetons correspondant à une somme d'argent, que les joueurs achètent à la caisse du casino. Ils les déposent sur les cases de la table de jeu pour miser sur un numéro. S'ils gagnent, le croupier leur distribue leurs gains sous forme de plaques et jetons.
Une couleur de jetons est utilisée pour chaque joueur afin de différencier leurs mises respectives.

## Règles du jeu

### Mises
Dès l’annonce du croupier de « Faites vos jeux », tous les joueurs présents autour de la table peuvent effectuer leurs mises.
Le montant des mises maximales et minimales est défini par le casino. De plus, pour les casinos français, des règles spécifiques existent. Par exemple, il n'est jamais autorisé de miser plus de 1 000 fois le montant de la mise minimale sur une chance simple.
Les joueurs peuvent miser de différentes manières :
- Chances simples :
  - Manques et passes : sur les numéros de 1 à 18 ou 19 à 36 ;
  - Pairs et impaires ;
  - Rouges et noirs.
- Chances multiples :
  - Numéro plein : la mise est placée sur un seul numéro ;
  - Cheval : la mise est placée entre deux numéros adjacents ;
  - Transversale pleine : la mise est placée entre trois numéros de la même ligne, en posant les jetons à l'extrémité de la ligne ;
  - Carré : la mise est placée entre quatre numéros adjacents ;
  - Transversale du zéro : la mise est placée sur les numéros 0, 1 et 2 ou 0, 2 et 3 ;
  - Quatre premiers : la mise est placée sur les numéros de 0 à 3, en posant les jetons à l'extrémité de la ligne séparant le zéro des numéros ;
  - Sixain : la mise est placée entre six numéros ;
  - Colonne : la mise est placée en bas d'une des trois colonnes ;
  - Double colonne : la mise est placée à l'intersection de deux colonnes ;
  - Douzaine : la mise est placée sur une des trois douzaines (1 à 12, 13 à 24 ou 25 à 36) ;
  - Double douzaine : la mise est placée à l'intersection de deux douzaines.

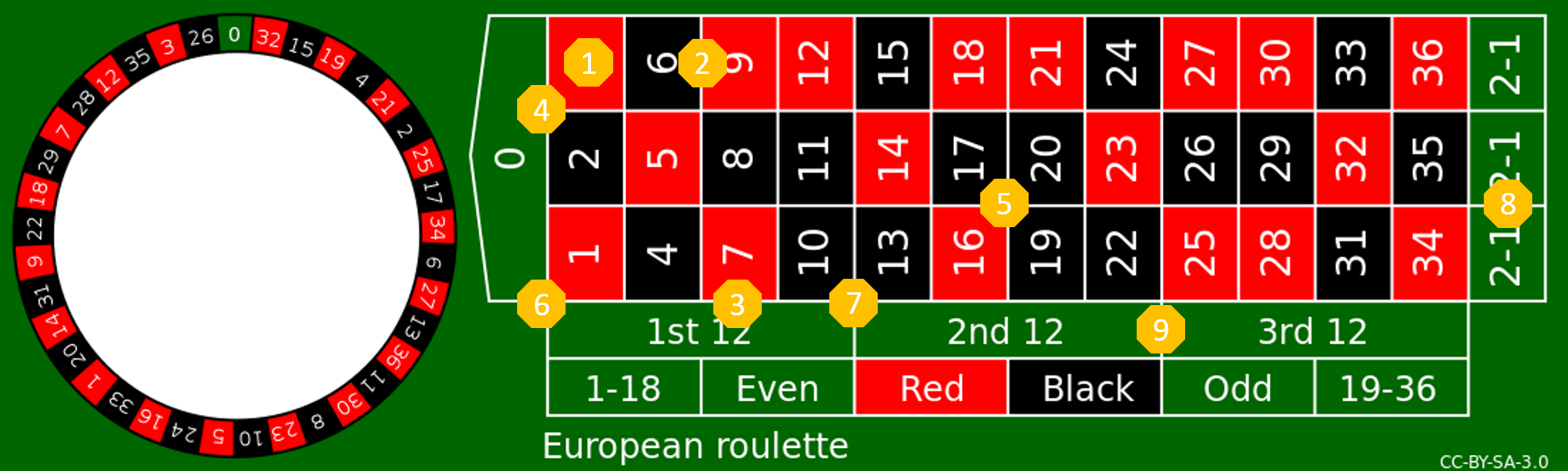

Les différentes mises spéciales.

Il existe également des mises spéciales, qui permettent de miser sur des numéros adjacents dans le cylindre de jeu :
- Tiers du Cylindre : en plaçant des jetons (en plein ou à cheval) sur les numéros les plus éloignés du zéro ;
- Orphelins : en plaçant des jetons sur les numéros isolés, de part et d'autre du cylindre ;
- Voisins du Zéro : en plaçant des jetons sur les numéros proches du zéro ;
- Jeu 0 : en plaçant des jetons sur les numéros adjacents au zéro dans le cylindre.

### Lancement de la bille
Le croupier lance la bille de la roulette dans le sens opposé à celui du cylindre et ce dernier, dans le sens contraire à la partie précédente.
Il plaque la bille contre la rigole entourant la roulette et la lance. La bille doit faire 3 tours du cylindre pour que le jeu soit valable.
Avant que la bille ne vienne rencontrer l’un des déflecteurs en laiton perturbant son parcours avant de tomber dans la roulette, le croupier annonce ostensiblement : « Rien ne va plus ». Dès lors, sauf sous la direction du croupier ou de son chef, aucune mise ne peut être placée sur le tapis. Dès que la bille s’arrête dans l’une des cases, le croupier annonce le numéro gagnant ainsi que les gains simples associés.
Le croupier pose un poids, appelé le dolly, sur le numéro gagnant et effectue les paies des mises gagnantes. Les gains « plein », « cheval », « transversale », « carré » et « sizain » sont annoncés ostensiblement et les jetons sont transmis directement aux joueurs. Les autres paies (colonnes, douzaines et chances simples) sont placées à côté des jetons joués.
Les paies effectuées, le croupier retire le dolly du numéro et annonce ostensiblement « Faites vos jeux ». Dès lors, les mises gagnantes placées sur le tapis peuvent être reprises par les joueurs.
Le déroulement ci-dessus est celui codifié pour la roulette anglaise. Il est sensiblement le même à la roulette française. Cependant, dans cette dernière version, il n'y a pas de dolly, et un des croupiers désigne le numéro gagnant en pointant la case sur le tableau à l'aide d'un râteau.

### Paiement des mises gagnantes
Le paiement des gains à la roulette anglaise (ou européenne) est le suivant :
| Type de mises     | Type de mises        | Nombre de numéros joués | Chance          | Gain du joueur pour 1 misé |
| ----------------- | -------------------- | ----------------------- | --------------- | -------------------------- |
| Chances simples   | Noir                 | 18                      | 48,64 % (18/37) | 2                          |
| Chances simples   | Rouge                | 18                      | 48,64 % (18/37) | 2                          |
| Chances simples   | Impair               | 18                      | 48,64 % (18/37) | 2                          |
| Chances simples   | Pair                 | 18                      | 48,64 % (18/37) | 2                          |
| Chances simples   | Manque (1 à 18)      | 18                      | 48,64 % (18/37) | 2                          |
| Chances simples   | Passe (19 à 36)      | 18                      | 48,64 % (18/37) | 2                          |
| Chances multiples | Numéro plein         | 1                       | 2,70 % (1/37)   | 36                         |
| Chances multiples | Cheval               | 2                       | 5,41 % (2/37)   | 18                         |
| Chances multiples | Transversale pleine  | 3                       | 8,11 % (3/37)   | 12                         |
| Chances multiples | Transversale du zéro | 3                       | 8,11 % (3/37)   | 12                         |
| Chances multiples | Carré                | 4                       | 10,81 % (4/37)  | 9                          |
| Chances multiples | Quatre premiers      | 4                       | 10,81 % (4/37)  | 9                          |
| Chances multiples | Sixain               | 6                       | 16,22 % (6/37)  | 6                          |
| Chances multiples | Douzaine             | 12                      | 32,43 % (12/37) | 3                          |
| Chances multiples | Colonne              | 12                      | 32,43 % (12/37) | 3                          |
| Chances multiples | Double douzaine      | 24                      | 64,86 % (24/37) | 1,5                        |
| Chances multiples | Double colonne       | 24                      | 64,86 % (24/37) | 1,5                        |

Le zéro fait perdre les mises engagées sur les chances multiples (c'est-à-dire toutes les mises portant sur les numéros, du plein à la douzaine). Les mises jouées sur les chances simples :
- à la roulette anglaise perdent la moitié de leur valeur (la banque en garde la moitié) ;
- à la roulette française sont « emprisonnées » et le tirage suivant détermine si le joueur récupère sa mise (si sa chance simple est tirée), sans paiement, ou si elle est perdue. Si le tirage suivant est un nouveau 0, il faudra deux tirages consécutifs de la chance simple concernée pour que le joueur puisse récupérer sa mise et ainsi de suite ;
- à la roulette américaine sont perdues. Il en est d'ailleurs de même pour le double zéro (00).

### Aléas
Si la bille tombe dans le cylindre entre le moment où le croupier attrape celle-ci et son lancer au fond de la rigole, le croupier annonce ostensiblement « rien ne va ». Il prend la bille et la replace dans la case correspondant au numéro précédemment sorti sans arrêter la rotation du cylindre. Puis, il réeffectue la procédure de mise en jeu : prise de la bille et changement de la rotation du cylindre. Dès que la bille est mise en rotation, le croupier annonce ostensiblement : « tout va ».
Si un joueur trop loin d’une case lance son jeton, mais ce dernier n’arrive pas ou n’atteint pas la position voulue, le croupier demande au joueur où le joueur annonce sa mise. Le croupier déplace le jeton en conséquence. Il annonce ostensiblement qu’il a placé le jeton : «… placé ».
Si le croupier ou son chef veut vérifier une mise maximale pendant les mises, il annonce ostensiblement : « Je vérifie la mise du… ». Il retire la mise et la place devant lui, il effectue le comptage du nombre de jetons et replace la mise. Si des jetons sont en surnombre, ils sont redonnés au joueur.
Si le croupier doit vérifier le nombre de jetons pour un paiement, il annonce ostensiblement : « Je retire les mises du… pour comptage ». Il retire le poids, prend le tas de jetons et les place devant lui. Il effectue ostensiblement le décompte, et repose les jetons sur la case de manière que tous les joueurs puissent vérifier a posteriori le compte et il repose le poids sur la pile. Il effectue ensuite la mise en paiement.
Si un joueur veut effectuer un change de jeton pendant que la bille tourne, le croupier annonce ostensiblement « Change après le jeu ». Le paiement fini, le croupier procède au change.
Si un même numéro sort deux fois de suite, après avoir annoncé le numéro gagnant, le croupier annonce ostensiblement : « Répétition du numéro ».

### Autres règles
Le croupier ne peut rien prendre de la main à la main. Le joueur doit déposer préalablement son jeton sur le tapis avant que le croupier puisse le reprendre.
Le croupier doit, avant et après le lancer de la bille ou dès qu’il a touché un jeton (pour paiement, placement ou change) montrer aux joueurs qu’il n’a plus rien dans les mains.
À la roulette anglaise, dans certains casinos, il est indiqué que les annonces sont interdites. Cela signifie que le joueur ne peut demander au croupier d'effectuer la totalité d'un placement obéissant à une annonce (par exemple : « le tiers par deux pièces », « figure du 9 »). Le croupier peut cependant terminer un placement si et seulement si le joueur l'a commencé lui-même, ce dernier énonçant alors des ordres du type « complétez le tiers », ou « complétez la figure du 9 ».

## Avantage du casino
L'avantage de la maison est le montant moyen de la perte des joueurs. Si un joueur mise sur un seul numéro, il y a une probabilité de 1/37 que le joueur gagne à la roulette française et remporte 35 fois sa mise, et 36 chances sur 37 qu'il perde sa mise. L'avantage de la maison est donc de :
{\displaystyle -1\times {\frac {36}{37}}+35\times {\frac {1}{37}}=-0,027} (soit 2,70 %)
Lors de la sortie du zéro à la roulette française, la règle de la mise en prison permet aux joueurs ayant misé sur une chance simple (noir, rouge, pair, impair, manque ou passe) soit de récupérer la moitié de leur mise, soit de mettre leur mise entière en prison pour le prochain tour de roulette. Cette règle abaisse l'avantage de la maison à la moitié soit 1,35 %. Lors de la sortie du zéro à la roulette dite anglaise, il n'existe pas de règle de la mise en prison. Les joueurs ayant misé sur des chances simples récupèrent directement la moitié de leur mise. L'avantage de la maison est donc de 1,35 % pour les mises sur des chances simples.
Plus généralement avec la formule {\displaystyle (36-n)/n}, on a le gain suivant :
{\displaystyle -1\times {\frac {37-n}{37}}+{\frac {36-n}{n}}\times {\frac {n}{37}}={\frac {-1}{37}}=-0.027}
On remarque que, quel que soit le type de mise (plein, cheval, etc.), le gain espéré est toujours le même. Jouer plusieurs mises (avec des types pouvant être différents) ne change pas ce gain.
À la roulette américaine, qui comprend une case en plus, le double-zéro :
{\displaystyle -1\times {\frac {37}{38}}+35\times {\frac {1}{38}}=-0,0526} (soit 5,26 %)
En fait ce simple calcul de 2,7 % ne fait que donner le rapport des pertes sur le total des mises. On joue 37 jetons et on en perd 1 en 37 coups. Mais il n'indique pas la « vitesse de perte » : dans le cas extrême où l'on joue 35 numéros pour gagner 1 jeton, la banque a donc 2 chances sur 37 de gagner 35 jetons et le joueur 35 chances sur 37 d'en gagner 1. Le joueur perd bien 2,7 % de ses mises, mais la banque gagnera bien plus rapidement que si le joueur avait misé sur un seul numéro :
Si votre capital de départ est de 35 mises et que vous jouez 1 seul numéro, il faudra (en moyenne) 35 parties de 37 boules pour tout perdre. Si vous jouez 35 numéros il faudra (toujours en moyenne) une seule partie de 37 coups pour tout perdre. Et pourtant dans les 2 cas vous n'aurez perdu « que » 2,7 % de la totalité des mises. En conclusion, moins vous jouez de numéros, plus votre capital dure longtemps.

## Martingales, systèmes de mises et attaques
Les mathématiciens ont exploré différentes méthodes pour battre la roulette. Ces méthodes de jeu portent différents noms : Martingale, système de mise, méthode de Hawks, méthode de Labouchère, méthode de D'Alembert, attaque. Certaines de ces méthodes permettent de battre la roulette : toutes divergent et peuvent nécessiter (théoriquement) une fortune infinie. Les casinos ont instauré des limites de mise (ou mises maximales) pour empêcher l'utilisation de ces systèmes qui deviennent donc inopérants. Avec une roulette équilibrée, l'espérance de gain du joueur est toujours strictement négative.
Une anecdote célèbre s'est déroulée au casino Monte-Carlo à Monaco le 18 août 1913 qui a été désignée par la suite sous le terme d'erreur du parieur. À cette occasion, la couleur noire est sortie 26 fois de suite à la roulette, ce qui a entraîné d'énormes pertes pour les joueurs qui misaient systématiquement sur le rouge en pensant que la probabilité de sortie d'une telle série était très faible. Pourtant la probabilité reste la même à chaque tirage avec moins de 50 % de chance de voir la bille se stabiliser sur le noir ou sur le rouge (en effet, il y a une case verte, pour le 0, et 18 noires et 18 rouges).